# Hernán Darío Gómez
Hernán Darío Gómez (Medellín, 3 februari 1956) is een voormalig profvoetballer uit Colombia die speelde als verdedigende middenvelder. Hij verwierf vooral faam als trainer-coach, en was onder meer werkzaam als bondscoach van zijn vaderland Colombia. Zijn jongere broer Gabriel Gómez (1959) speelde als middenvelder in totaal 49 interlands (twee doelpunten) voor Colombia in de periode 1985–1995.

## Clubcarrière
Gómez, bijgenaamd El Bolillo, speelde tien jaar profvoetbal in zijn geboorteland Colombia, bij achtereenvolgens Independiente Medellín en Atlético Nacional. Met die laatste club won hij in 1981 de Colombiaanse landstitel, de Copa Mustang.

## Trainerscarrière
Na zijn actieve loopbaan koos Gómez voor het trainersvak. Hij was assistent van bondscoach Francisco Maturana en hoofdcoach van Atlético Nacional (1986–1990). Met die club won hij in 1989 zowel de Copa Libertadores als de Copa Interamericana. Gómez volgde Maturana op na het WK voetbal 1994 en leidde zijn vaderland naar de WK-eindronde van 1998 in Frankrijk. Daar sneuvelde Colombia al in de eerste ronde, waarna Gómez opstapte en in dienst trad als bondscoach van Ecuador. Met dat land wist hij zich te kwalificeren voor WK-eindronde van 2002 in Japan en Zuid-Korea. Nadien was hij nog bondscoach van Guatemala (2006–2008) en opnieuw Colombia (2010–2011).
In februari 2014 werd Gómez aangesteld als nieuwe bondscoach van Panama. In juli 2015 won hij met het Midden-Amerikaanse land de troostfinale van de CONCACAF Gold Cup door de Verenigde Staten na strafschoppen te verslaan. Gómez wist Panama in 2017 voor de eerste keer in de geschiedenis naar een WK-eindronde te loodsen. Bij dat toernooi in Rusland leed de ploeg drie nederlagen op rij in groep G, tegen achtereenvolgens België (0–3), Engeland (1–6) en Tunesië (1–2), waardoor voortijdige uitschakeling een feit was. Ondanks een puntloos toernooi en slechts twee doelpunten werd de selectie van Gómez groots onthaald in de hoofdstad Panama-Stad op zaterdag 30 juni. De spelers en de staf trokken in een open bus door de stad en werden toegejuicht door duizenden supporters. Gómez stapte echter op en tekende op 1 augustus een contract als bondscoach van Ecuador, het land dat hij eerder onder zijn hoede had. "Ik ben blij om thuis te zijn. Een thuis dat ik nooit ben vergeten en waar ik altijd al dacht ooit terug te keren", zei Gómez bij zijn presentatie.
| Interlands Panama onder leiding van Hernán Darío Gómez | Interlands Panama onder leiding van Hernán Darío Gómez | Interlands Panama onder leiding van Hernán Darío Gómez | Interlands Panama onder leiding van Hernán Darío Gómez | Interlands Panama onder leiding van Hernán Darío Gómez |
| №                                                      | Datum                                                  | Wedstrijd                                              | Uitslag                                                | Competitie                                             |
| ------------------------------------------------------ | ------------------------------------------------------ | ------------------------------------------------------ | ------------------------------------------------------ | ------------------------------------------------------ |
| 1                                                      | 31 mei 2014                                            | Panama – Servië                                        | 1 – 1                                                  | Oefeninterland                                         |
| 2                                                      | 3 juni 2014                                            | Brazilië – Panama                                      | 4 – 0                                                  | Oefeninterland                                         |
| 3                                                      | 6 augustus 2014                                        | Peru – Panama                                          | 3 – 0                                                  | Oefeninterland                                         |
| 4                                                      | 20 augustus 2014                                       | Panama – Cuba                                          | 4 – 0                                                  | Oefeninterland                                         |
| 5                                                      | 7 september 2014                                       | Panama – Costa Rica                                    | 2 – 2                                                  | Copa Centroamericana                                   |
| 6                                                      | 10 september 2014                                      | Nicaragua – Panama                                     | 0 – 2                                                  | Copa Centroamericana                                   |
| 7                                                      | 13 september 2014                                      | El Salvador – Panama                                   | 0 – 1                                                  | Copa Centroamericana                                   |
| 8                                                      | 12 oktober 2014                                        | Mexico – Panama                                        | 1 – 0                                                  | Oefeninterland                                         |
| 9                                                      | 14 november 2014                                       | El Salvador – Panama                                   | 1 – 3                                                  | Oefeninterland                                         |
| 10                                                     | 18 november 2014                                       | Panama – Canada                                        | 0 – 0                                                  | Oefeninterland                                         |
| 11                                                     | 8 februari 2015                                        | Verenigde Staten – Panama                              | 2 – 0                                                  | Oefeninterland                                         |
| 12                                                     | 27 maart 2015                                          | Trinidad en T. – Panama                                | 0 – 1                                                  | Oefeninterland                                         |
| 13                                                     | 31 maart 2015                                          | Panama – Costa Rica                                    | 2 – 1                                                  | Oefeninterland                                         |
| 14                                                     | 3 juni 2015                                            | Panama – Ecuador                                       | 1 – 1                                                  | Oefeninterland                                         |
| 15                                                     | 6 juni 2015                                            | Ecuador – Panama                                       | 4 – 0                                                  | Oefeninterland                                         |
| 16                                                     | 7 juli 2015                                            | Panama – Haïti                                         | 1 – 1                                                  | CONCACAF Gold Cup                                      |
| 17                                                     | 10 juli 2015                                           | Honduras – Panama                                      | 1 – 1                                                  | CONCACAF Gold Cup                                      |
| 18                                                     | 13 juli 2015                                           | Panama – Verenigde Staten                              | 1 – 1                                                  | CONCACAF Gold Cup                                      |
| 19                                                     | 19 juli 2015                                           | Trinidad en T. – Panama                                | 1 – 1                                                  | CONCACAF Gold Cup                                      |
| 20                                                     | 22 juli 2015                                           | Panama – Mexico                                        | 1 – 2                                                  | CONCACAF Gold Cup                                      |
| 21                                                     | 25 juli 2015                                           | Verenigde Staten – Panama                              | 1 – 1                                                  | CONCACAF Gold Cup                                      |
| 22                                                     | 4 september 2015                                       | Panama – Uruguay                                       | 0 – 1                                                  | Oefeninterland                                         |
| 23                                                     | 8 september 2015                                       | Venezuela – Panama                                     | 1 – 1                                                  | Oefeninterland                                         |
| 24                                                     | 8 oktober 2015                                         | Panama – Trinidad en T.                                | 1 – 2                                                  | Oefeninterland                                         |
| 25                                                     | 13 oktober 2015                                        | Mexico – Panama                                        | 1 – 0                                                  | Oefeninterland                                         |
| 26                                                     | 13 november 2015                                       | Jamaica – Panama                                       | 0 – 2                                                  | WK-kwalificatie                                        |
| 27                                                     | 17 november 2015                                       | Panama – Costa Rica                                    | 1 – 2                                                  | WK-kwalificatie                                        |
| 28                                                     | 8 januari 2016                                         | Panama – Cuba                                          | 4 – 0                                                  | CA-kwalificatie                                        |
| 29                                                     | 17 februari 2016                                       | Panama – El Salvador                                   | 1 – 0                                                  | Oefeninterland                                         |
| 30                                                     | 15 maart 2016                                          | Nicaragua – Panama                                     | 1 – 0                                                  | Oefeninterland                                         |
| 31                                                     | 25 maart 2016                                          | Haïti – Panama                                         | 0 – 0                                                  | WK-kwalificatie                                        |
| 32                                                     | 29 maart 2016                                          | Panama – Haïti                                         | 1 – 0                                                  | WK-kwalificatie                                        |
| 33                                                     | 29 mei 2016                                            | Panama – Brazilië                                      | 0 – 2                                                  | Oefeninterland                                         |
| 34                                                     | 6 juni 2016                                            | Panama – Bolivia                                       | 2 – 1                                                  | Copa América                                           |
| 35                                                     | 10 juni 2016                                           | Argentinië – Panama                                    | 5 – 0                                                  | Copa América                                           |
| 36                                                     | 14 juni 2016                                           | Chili – Panama                                         | 4 – 2                                                  | Copa América                                           |
| 37                                                     | 10 augustus 2016                                       | Panama – Guatemala                                     | 0 – 0                                                  | Oefeninterland                                         |
| 38                                                     | 6 september 2016                                       | Costa Rica – Panama                                    | 3 – 1                                                  | WK-kwalificatie                                        |
| 39                                                     | 11 oktober 2016                                        | Panama – Mexico                                        | 0 – 1                                                  | Oefeninterland                                         |
| 40                                                     | 11 november 2016                                       | Honduras – Panama                                      | 0 – 1                                                  | WK-kwalificatie                                        |
| 41                                                     | 15 november 2016                                       | Panama – Mexico                                        | 0 – 0                                                  | WK-kwalificatie                                        |
| 42                                                     | 13 januari 2017                                        | Panama – Belize                                        | 0 – 0                                                  | Copa Centroamericana                                   |
| 43                                                     | 15 januari 2017                                        | Panama – Nicaragua                                     | 2 – 1                                                  | Copa Centroamericana                                   |
| 44                                                     | 17 januari 2017                                        | Panama – Honduras                                      | 0 – 1                                                  | Copa Centroamericana                                   |
| 45                                                     | 20 januari 2017                                        | Panama – El Salvador                                   | 1 – 0                                                  | Copa Centroamericana                                   |
| 46                                                     | 22 januari 2017                                        | Panama – Costa Rica                                    | 1 – 0                                                  | Copa Centroamericana                                   |
| 47                                                     | 24 maart 2017                                          | Trinidad en T. – Panama                                | 1 – 0                                                  | WK-kwalificatie                                        |
| 48                                                     | 28 maart 2017                                          | Panama – Verenigde Staten                              | 1 – 1                                                  | WK-kwalificatie                                        |
| 49                                                     | 8 juni 2017                                            | Costa Rica – Panama                                    | 0 – 0                                                  | WK-kwalificatie                                        |
| 50                                                     | 13 juni 2017                                           | Panama – Honduras                                      | 2 – 2                                                  | WK-kwalificatie                                        |
| 51                                                     | 8 juli 2017                                            | Verenigde Staten – Panama                              | 1 – 1                                                  | CONCACAF Gold Cup                                      |
| 52                                                     | 12 juli 2017                                           | Panama – Nicaragua                                     | 2 – 1                                                  | CONCACAF Gold Cup                                      |
| 53                                                     | 15 juli 2017                                           | Martinique – Panama                                    | 0 – 3                                                  | CONCACAF Gold Cup                                      |
| 54                                                     | 19 juli 2017                                           | Costa Rica – Panama                                    | 1 – 0                                                  | CONCACAF Gold Cup                                      |
| 55                                                     | 1 september 2017                                       | Mexico – Panama                                        | 1 – 0                                                  | WK-kwalificatie                                        |
| 56                                                     | 5 september 2017                                       | Panama – Trinidad en T.                                | 3 – 0                                                  | WK-kwalificatie                                        |
| 57                                                     | 6 oktober 2017                                         | Verenigde Staten – Panama                              | 4 – 0                                                  | WK-kwalificatie                                        |
| 58                                                     | 10 oktober 2017                                        | Panama – Costa Rica                                    | 2 – 1                                                  | WK-kwalificatie                                        |
| 59                                                     | 24 oktober 2017                                        | Grenada – Panama                                       | 0 – 5                                                  | Oefeninterland                                         |
| 60                                                     | 9 november 2017                                        | Panama – Iran                                          | 1 – 2                                                  | Oefeninterland                                         |
| 61                                                     | 14 november 2017                                       | Wales – Panama                                         | 1 – 1                                                  | Oefeninterland                                         |
| 62                                                     | 22 maart 2018                                          | Denemarken – Panama                                    | 1 – 0                                                  | Oefeninterland                                         |
| 63                                                     | 27 maart 2018                                          | Zwitserland – Panama                                   | 6 – 0                                                  | Oefeninterland                                         |
| 64                                                     | 17 april 2018                                          | Trinidad en T. – Panama                                | 0 – 1                                                  | Oefeninterland                                         |
| 65                                                     | 29 mei 2018                                            | Panama – Noord-Ierland                                 | 0 – 0                                                  | Oefeninterland                                         |
| 66                                                     | 6 juni 2018                                            | Noorwegen – Panama                                     | 1 – 0                                                  | Oefeninterland                                         |
| 67                                                     | 18 juni 2018                                           | Panama – België                                        | 0 – 3                                                  | WK-eindronde                                           |
| 68                                                     | 24 juni 2018                                           | Engeland – Panama                                      | 6 – 1                                                  | WK-eindronde                                           |
| 69                                                     | 28 juni 2018                                           | Panama – Tunesië                                       | 1 – 2                                                  | WK-eindronde                                           |

## Erelijst
Atlético Nacional
- Colombiaans landskampioen

1981